# نصور نقی‌پور
نصور نقی‌پور ، روزنامه‌نگار و فعال حقوق بشر‌ اهل‌ قزوین است. او در جریان اعتراضات سال ۱۳۸۸ در ایران، به اتهام عضویت در گروه‌های غیر قانونی و تبلیغ علیه نظام جمهوری اسلامی، بازداشت و به ۷ سال زندان محکوم شد. او ۱۱۰ روز بعد از بازداشت،‌ به قید وثیقه به صورت موقت آزاد شد اما ۲ سال بعد برای گذراندن حبسش به زندان فراخوانده شد. در سال ۱۳۹۱ تا ۱۳۹۴ را در زندان گذراند و در سال ۹۴ با عفو، از زندان آزاد شد.

## زندگی‌نامه
نصور نقی‌پور، طراح وب‌سایت و وب‌نگار ساکن ایران است. نصور نقی‌پور، دانشجوی رشتهٔ فناوری اطلاعات و پژوهشگر آزاد فلسفه و اندیشه سیاسی است که مدیریت یک سایت آرشیو مقاله فارسی در زمینه‌های علوم انسانی را بر عهده داشته است. او از چهره‌های قدیمی وب فارسی است و تا کنون کمک شایانی در جهت گسترش محتوای مفید در حوزه سایبر و بسط وبلاگ‌نویسی انجام داده است وی مدتی قبل از بازداشتش به دلیل فعالیتهایش از محل کار خود اخراج شده بود. خبرگزاری هرانا، هرگونه ارتباط او با مجموعه‌های فعال در زمینه حقوق بشری را منکر شده است.

### بازداشت در سال ۱۳۸۸
این روزنامه‌نگار وبلاگ‌نویس و فعال حقوق بشر همزمان با یورش‌های سازمان یافته اطلاعات سپاه پاسداران در ۱۱ اسفند ماه سال ۱۳۸۸ به فعالان حقوق بشر، در شهر قزوین بازداشت و به بند ۲ الف سپاه پاسداران انقلاب اسلامی در زندان اوین منتقل شد.
اتهام این فعال حقوق بشر از سوی قاضی پیر عباسی، عضویت در مجموعه فعالان حقوق بشر در ایران و تبلیغ علیه نظام اعلام شده است. او از سوی شعبه ۲۶ دادگاه انقلاب اسلامی تهران به ریاست قاضی پیر عباسی به هفت سال حبس تعزیری محکوم شد.
نقی‌پور پس از تحمل ۱۱۰ روز انفرادی در بند ۲ - الف زندان اوین در ۳۰ خرداد ماه ۱۳۸۹ با تودیع وثیقه صد میلیون تومانی به صورت موقت از زندان آزاد شد.  او تا سال ۱۳۹۱ خارج از زندان بود و در ۱۹ تیر ۱۳۹۱ برای گذراندن ۷ سال حبس خود به دادسرا فراخوانده شد و از آنجا به زندان اوین منتقل گردید. او در مرداد ۱۳۹۴ به همراه ۱۱ زندانی سیاسی دیگر، مورد عفو قرار گرفت و از زندان آزاد شد.